# Parisutställningen 1925

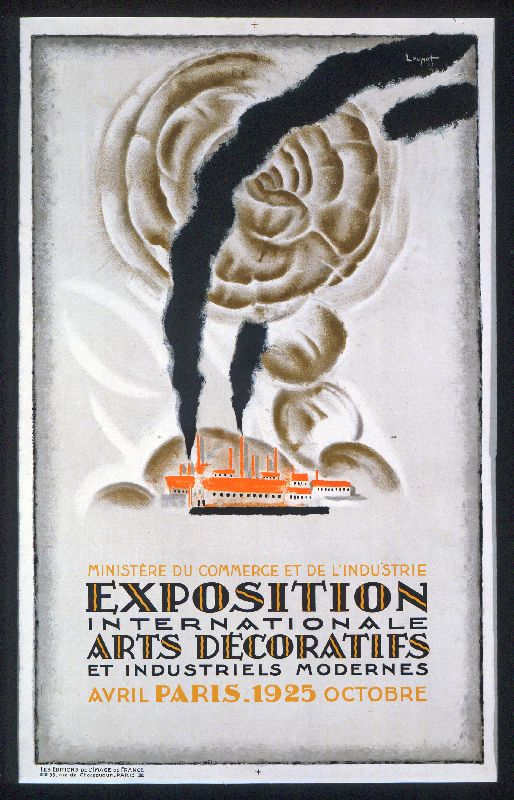
Officiell utställningsaffisch.

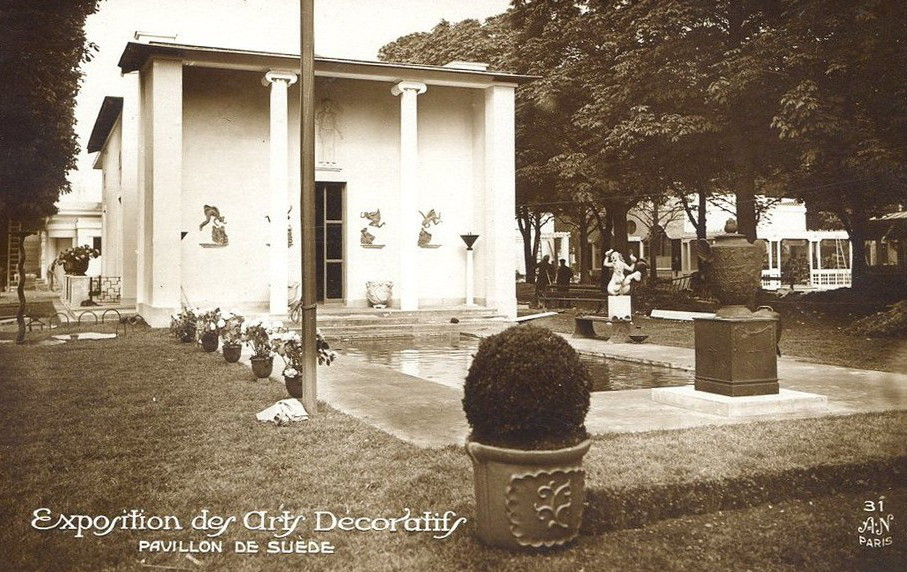
Svenska paviljongen, arkitekt Carl Bergsten. Framför paviljongen syns Bergslagsurnan formgiven av Erik Grate.

Parisutställningen 1925 var en världsutställning som arrangerades i Paris för att manifestera Frankrikes särställning inom konstindustri och konsthantverk. Fokus låg på arkitektur, interiörer och konst. De 15 miljoner besökarna kunde se bidrag från 18 länder. Tyskland var inte inbjudet; USA var ett av länderna som valde att inte delta. Stilbegreppet art déco har sitt ursprung i utställningens ursprungliga titel Exposition internationale des arts décoratifs et industriels modernes. Utställningen har beskrivits som en kulmen för art déco-rörelsen, samtidigt som ambitionerna var uttalat framåtsträvande.

## Modern form
De flesta av verken som ställdes ut var produkter av tidens klassicistiska formspråk, präglade av geometriska och symmetriska kompositioner. Det fanns dock undantag där en modern form med funktionalistiska drag kan utläsas. Le Corbusiers paviljong L'Espirit Nouveau var ett exempel på detta, som med sitt avskalade uttryck blev föremål för många diskussioner. Denna byggnad följer den revolt mot ornament och representativa formprinciper som han förespråkade bland annat i sina skrifter Vers une architecture och Urbanisme. I stället visade han upp en arkitektur präglad av modern vetenskap och teknik. Även Konstantin Melnikovs Sovjetiska paviljong stack ut ur mängden med ett stramt formspråk i en konstruktivistisk anda. Vid sidan av dessa byggnader ägnades i svenska sammanhang i synnerhet Österrikes, Tjeckoslovakiens och Polens respektive paviljonger mycket uppmärksamhet.

## Sveriges bidrag
Det svenska deltagandet i utställningen innebar betydande framgångar. Man tilldelades 36 medaljer för sina bidrag, vilket var näst flest efter Frankrike. Även i internationella medier uppmärksammades den svenska paviljongen. Tyske doktorn Armand Weiser skriver i Deutsche Kunst und Dekoration 1925 att ”det var något alldeles särskilt som skiljde denna paviljong från alla de andra: det överraskande och övertygande sambandet mellan ändamål och ädel form, mellan enkelhet och fulländat utförande, mellan billighet och soliditet”.
Den svenska utställningspaviljongen ritades av Carl Bergsten i en avskalad klassicism. Rumsplaneringen var tidstypisk och byggnadens ytor släta. När det gäller konsthantverk belönades Sverige mångfaldigt och Orrefors' glaskonstnärer Simon Gate och Edward Hald gjorde internationella genombrott vid detta tillfälle. Här kunde man urskilja en egenart, som i efterhand benämnts "Swedish grace". Vid utställningen medverkade även ett flertal andra svenskar; bland andra Carl Hörvik, Ivar Johnsson, Sven Markelius och Anna Petrus.
I Honnörsrummet i den svenska paviljongen på Exposition Internationale des Arts Décoratifs et Industriels vid Parisutställningen 1925 ställde Carl Hörvik ut möbler, ett skåp och två karmstolar, som nu finns i Nationalmuseum i Stockholm. Anna Petrus designade gjutjärnspelare i salle d'entrer i utställningsbyggnaden för den svenska paviljongen.

## Utställningens inverkan på svensk arkitektur
Eva Rudberg är en av de arkitekturskribenter som utser 1925 till något av ett genombrottsår för funktionalismen i en svensk kontext. Då upplevde många av landets arkitekter stilen genom Parisutställningen, där i synnerhet Le Corbusiers paviljong gjorde ett betydande intryck. För flera av de skandinaviska besökarna var detta den första konkreta kontakten med Le Corbusiers verk. Hans formspråk emottogs som en befriande återknytning till arkitekturens grundläggande värden. Uno Åhrén tilltalades särskilt av byggnadens rikliga utrymmen och skrev 1925 att ”här finns rymd att röra sig i, […] fria väggar att hänga konstverk på, fria golvytor att gruppera möbler på efter vars och ens sinne.”

## Kritik
Utställningen kritiserades av sin samtid för en brist på socialt engagemang och för att framhäva onödig lyx. Gustaf Munthe hävdar 1926 i artikeln ”Parisutställningen 1925” att det stilmässiga innehållet inte heller uppnår tidens krav på en modern form: ”Några paviljonger voro ängsligt konservativa och klamrade sig fast vid gamla erkända och vedertagna arkitektoniska klichéer […] som i sin strävan efter ny stil hamnat i ett slappt, banalt och anspråksfullt omformande av gamla stildetaljer.”